# Karl-Helmut Mähn
Karl-Helmut „Charly“ Mähn (* 26. Oktober 1960 in Ginsheim) ist ein ehemaliger deutscher Fußballspieler. Der Stürmer absolvierte 115 Spiele in der 2. Fußball-Bundesliga und schoss dabei 20 Tore.

## Laufbahn
Seine fußballerische Laufbahn begann Mähn im Alter von neun Jahren beim VfB Ginsheim, zwei Jahre später wechselte er auf Empfehlung von Gerd Higi in die D-Jugend des 1. FSV Mainz 05. 1977 stand er mit den Mainzer B-Junioren im Halbfinale um die deutsche Meisterschaft. Ab November 1979 war Mähn Stammspieler bei den Nullfünfer. Seine Torausbeute war im ersten Jahr, 1979/80 in der Amateuroberliga Südwest, noch bescheiden – in 32 Ligaeinsätzen drei Tore – aber das sollte sich in den folgenden Jahren ändern. Bei seinem verletzungsbedingten Karriereende im März 1991 war Mähn der zweiterfolgreichste Torjäger der Mainzer Nachkriegszeit. Bis auf ein zweijähriges Engagement beim SC Freiburg spielte er als Profi nur bei den Mainzern, was ihm dort den Namen „Der treue Charly“ einbrachte. Insgesamt kam er für die Rheinhessen 504-mal zum Einsatz, davon 323-mal in Pflichtspielen. Ein Foulspiel des Darmstädters Freddy Heß, bei dem in Mähns linkem Knie Kreuzband, Innenband und Innenmeniskus rissen, beendete am 24. März 1991 Charly Mähns Karriere.
Unter Trainern wie Horst Hülß, Herbert Dörenberg, Horst-Dieter Strich und Robert Jung und an der Seite von Mitspielern wie Gerhard Bopp, Jürgen Janz, Ludwig Scherhag, Stephan Kuhnert, Colin Bell, Herbert Scheller, Norbert Hönnscheidt und Jürgen Klopp war der laufstarke und wendige Angreifer an den drei Meisterschaftserfolgen in der Oberliga Südwest in den Jahren 1981, 1988 und 1990 wesentlich beteiligt gewesen und gehörte auch zu den Helden, welche 1982 mit einem 3:0 gegen Werder Bremen Amateure die deutsche Meisterschaft der Amateure gewonnen haben.
In seinen zwei Runden beim SC Freiburg, 1983 bis 1985, kam er in 56 Spielen in der 2. Fußball-Bundesliga auf neun Tore. Unter Trainer Fritz Fuchs debütierte er am 6. August 1983 bei einem 0:0-Remis beim MSV Duisburg in der 2. Bundesliga. An der Seite von Mitspielern wie Reinhard Binder, Joachim Löw, Charly Schulz, Thomas Stickroth und Karl-Heinz Wöhrlin absolvierte er 36 Zweitligaspiele und erzielte sechs Tore für das Team von Präsident Achim Stocker. Der SC belegte den 7. Rang. Im Sommer 1985 kehrte er wieder nach Mainz zurück.
Nach dem Ende seiner Profikarriere spielte er noch einige Jahre als Spielertrainer bei seinem Stammverein VfB Ginsheim.
Mähn ist nach seiner aktiven Laufbahn als Bankkaufmann tätig, so in den 2000er Jahren als Vermögensberater bei einer Sparkasse in Mainz.

## Stationen
- bis 1971 VfB Ginsheim
- 1971–1983 1. FSV Mainz 05
- 1983–1985 SC Freiburg
- 1985–1991 1. FSV Mainz 05